# 龍達訥國家公園
龍達訥國家公園（挪威語：Rondane nasjonalpark）位於挪威中南部，為挪威最古老的國家公園。當地政府1962年在龍達訥地區建立自然保護區，繼而1970年成為國家公園。2003年擴大了國家公園範圍，佔地面積有963平方公里（372平方哩），同時亦坐擁十座兩千多米高的山峰，而最高的一個是高2,178米的Rondeslottet （页面存档备份，存于）。公園為野生馴鹿的重要棲息地。

## 外部連結
- VisitRondane.com
- 挪威自然管理理事會 - 龍達訥國家公園地圖
- Rondvassbu （页面存档备份，存于）